# Gornja Toponica (okręg niszawski)
Gornja Toponica (cyr. Горња Топоница) – wieś w Serbii, w okręgu niszawskim, w mieście Nisz. W 2011 roku liczyła 1127 mieszkańców.